# دقيقة دافئة خاملة أحادية الخلية
دقيقة دافئة خاملة أحادية الخلية (الاسم العلمي: Tepidimonas ignava) هي نوع من البكتيريا، سلبية الغرام، تتبع جنس الدقائق دافئة أحادية الخلية.